# Suniti Devi

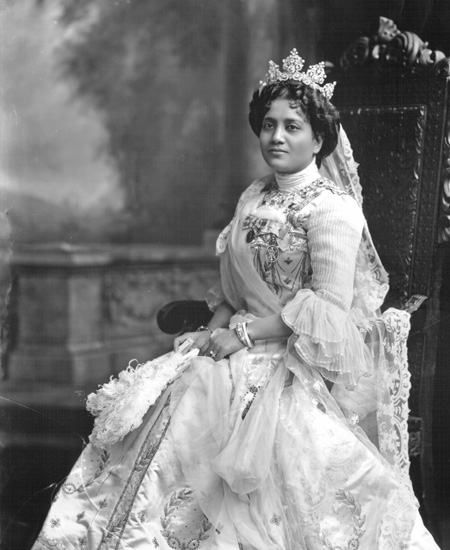
Suniti Devi, Maharani von Cooch Behar, Lafayette Studio London, 1902

Suniti Devi (auch Siniti Devi; Bengalisch: সুনীতি দেবী, Sunīti Debī; * 1864 in Kolkata; † 10. November 1932 in Ranchi) war Maharani von Cooch Behar.

## Leben

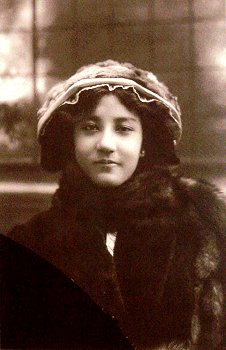
Prinzessin Sudhira Mander, um 1912

Sie ist die älteste Tochter des Brahmo-Samaj-Führers Keshab Chandra Sen. Im März 1878 heiratete sie den Maharaja Nripendra Narayan von Cooch Behar. Das Paar war 1888 zu den Feiern zum 50. Thronjubiläum der britischen Königin Victoria eingeladen. Bei diesem Anlass wurde Suniti Devi der Order of the Crown of India verliehen. Zu den Krönungen von Edward VII. im Jahre 1902 und Georg V. 1911 war das Herrscherpaar wieder in London.
Sie hatten 4 Söhne und 3 Töchter. Nach dem Tod Nripendras im Jahr 1911 folgten die Söhne Rajendra († 1913) und Jitendra († 1922) auf den Thron. Während der Kindheit ihres Enkels Jagaddipendra Narayan (1915–1970) war sie von 1922 bis 1932 Präsidentin des Regentschaftsrates im Fürstenstaat Cooch Behar. Jagaddipendra gelangte erst 1936 nach Erreichen der Volljährigkeit auf den Thron.
Zwei ihrer Töchter heirateten Europäer: Pratibha Devi (1891–1923) 1912 den britischen Schauspieler Miles Mander (1888–1946) und Sudhira Devi (1894–1968) 1914 dessen Bruder Alan.